# Фриардель
Фриарде́ль (фр. Friardel) — коммуна во Франции, находится в регионе Нижняя Нормандия. Департамент коммуны — Кальвадос. Входит в состав кантона Орбек. Округ коммуны — Лизьё.
Код INSEE коммуны — 14292.

## Население
Население коммуны на 2010 год составляло 242 человека.
| 1962 | 1968 | 1975 | 1982 | 1990 | 1999 | 2010 |
| ---- | ---- | ---- | ---- | ---- | ---- | ---- |
| 225  | 176  | 181  | 206  | 185  | 199  | 242  |

## Экономика
В 2010 году среди 156 человек трудоспособного возраста (15—64 лет) 121 были экономически активными, 35 — неактивными (показатель активности — 77,6 %, в 1999 году было 65,9 %). Из 121 активных жителей работали 116 человек (66 мужчин и 50 женщин), безработных было 5 (3 мужчин и 2 женщины). Среди 35 неактивных 9 человек были учениками или студентами, 11 — пенсионерами, 15 были неактивными по другим причинам.